# Dobřív
Dobřív (deutsch Dobschiw) ist eine Gemeinde am Padrťský potok im okres Rokycany in Tschechien. Bekannt ist das Dorf mit 1.120 Einwohnern durch seine denkmalgeschützte Volksarchitektur. Zum Ort gehört auch das Waldmassiv Žďár.

## Geschichte
Seit dem 15. Jahrhundert wurde im Ort Eisen hergestellt.

## Gemeindegliederung
Die Gemeinde besteht aus den Ortsteilen Dobřív und  Pavlovsko, die zugleich auch Katastralbezirke bilden.

## Sehenswürdigkeiten

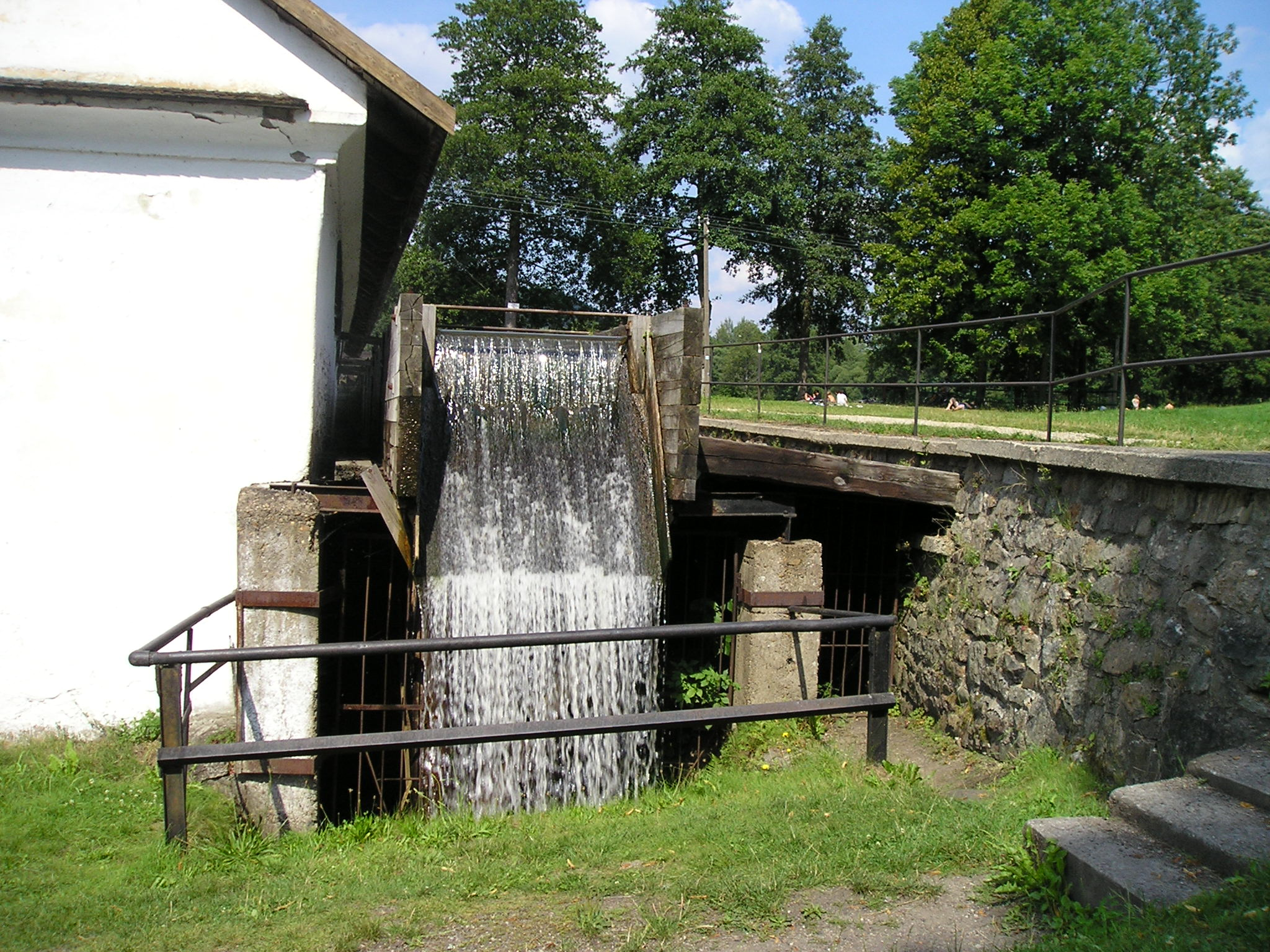
Hammerwerk

- Hammerwerk aus dem 16. Jahrhundert, heutige Bausubstanz stammt überwiegend aus den Jahren 1825–1830
- Steinerne Schwedische Brücke mit der Statue des Hl. Johannes Nepomuk